# Gonomyia (Leiponeura) tetrastyla
Gonomyia (Leiponeura) tetrastyla is een tweevleugelige uit de familie steltmuggen (Limoniidae). De soort komt voor in het Oriëntaals gebied.